# Блитовы дятлы
Блитовы дятлы (лат. Blythipicus) — род птиц семейства дятловых.

## Систематика
Род был введен французским орнитологом Шарлем Люсьеном Бонапартом в 1854 году. Научное название Blythipicus образовано от фамилии английского зоолога Эдварда Блита (Edward Blyth), и латинского слова picus, означающего «дятел». Типовой вид рода — малый блитов дятел (Blythipicus rubiginosus). Учёные относят род к трибе Campephilini, одной из пяти в подсемействе Picinae. Род Blythipicus является сестринским таксоном для клады, содержащей роды Reinwardtipicus и Chrysocolaptes.
В род включают два вида:
| Изображение | Научное название        | Русское название        | Распространение                               |
| ----------- | ----------------------- | ----------------------- | --------------------------------------------- |
|             | Blythipicus rubiginosus | Малый блитов дятел      | полуостров Малакка, Суматра, Борнео           |
|             | Blythipicus pyrrhotis   | Красноухий блитов дятел | от Непала до юга Вьетнама и юго-востока Китая |

## Распространение
Представители рода распространены на юго-востоке Азии.